# 87e bataillon de chasseurs alpins
Le 87e bataillons de chasseurs alpins (87e BCA) est une unité de l'armée française créé en 1939 ayant participé à la Seconde Guerre mondiale. 

## Historique
Unité de type B, il est créé avec des réservistes par le centre mobilisateur d'infanterie no 147 à la Motte-Servolex. Il fait partie 45e demi brigade de chasseurs alpins qui fait partie de la 64e division d'infanterie alpine. Il stationne dans les Alpes dans différents secteurs,. 
En juin 1940 au moment de l'offensive italienne, il défend le Queyras,. Il repousse une reconnaissance italienne le 17 juin puis à partir du 20 juin, il subit l'assaut italien. 
L'unité est dissoute le 31 juillet 1940 à Grenoble.

## Chef de corps
- septembre - octobre 1939 : commandant Yon[1]
- octobre 1939 - avril 1940 : commandant Dusseau[1]
- avril - juillet 1940 : capitaine Tournier[1]

## Refrain
« Le commandant a dit "Mes enfants, vous êtes des sacrés lurons" »